# Bismarckia

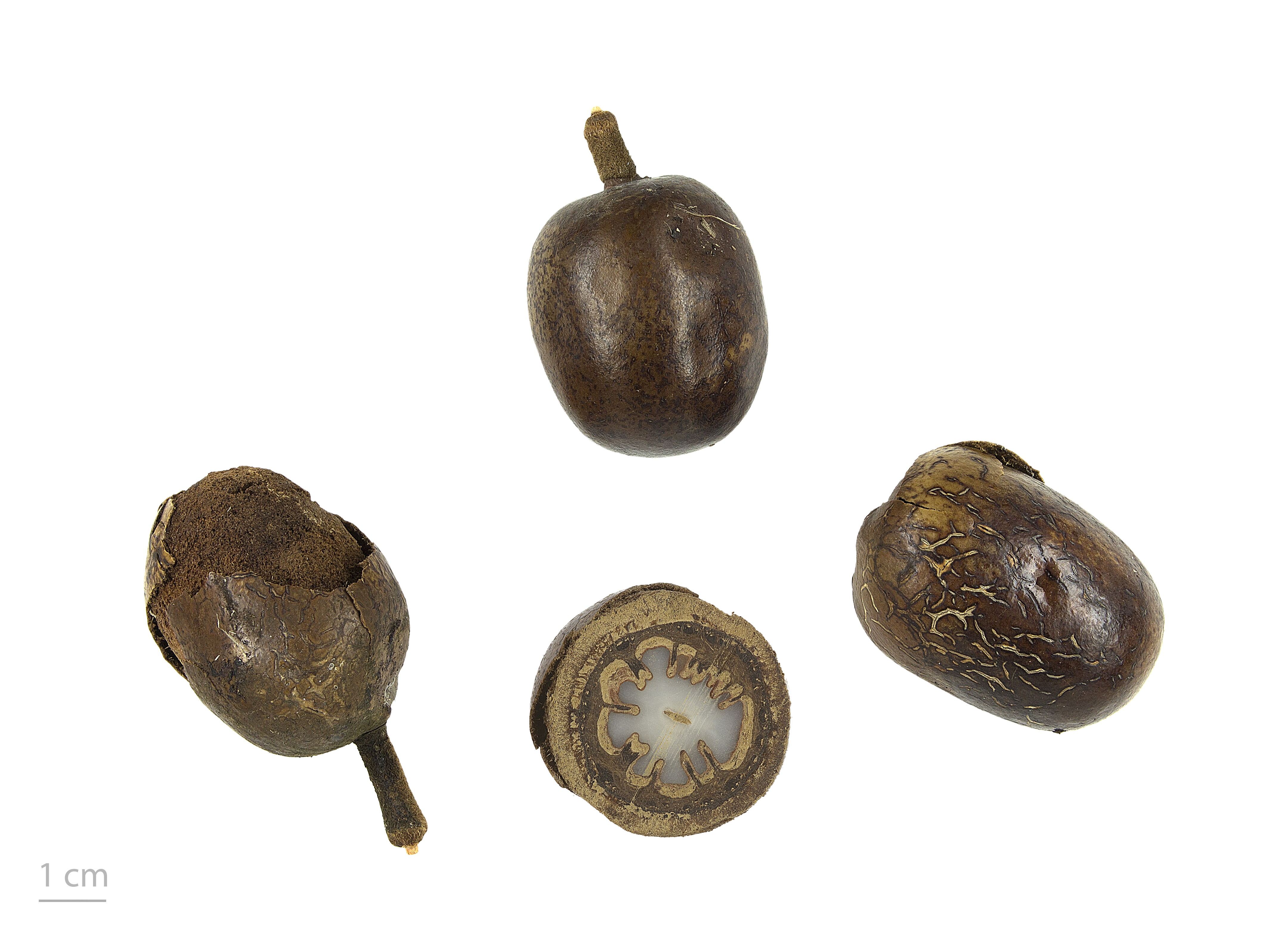
Bismarckia nobilis - MHNT

Bismarckia é um género botânico pertencente à família Arecaceae. Possui uma única espécie, Bismarckia nobilis. No Brasil tem o nome de palmeira-azul. É uma planta originada de Madagascar.
Foi introduzida no Brasil no século XX. É considerada a rainha das palmeiras pela exuberância de sua beleza.

## Taxonomia
Bismarckia nobilis foi descrita por Hildebr. & H.Wendl. e publicada em Botanische Zeitung (Berlin) 39(6): 94–95. 1881.

### Descrição
Bismarckia nobilis cresce a partir de troncos solitários, cinza para bronze na cor, que mostram recortes rodeados de bases da folha de idade. Os troncos possuem 30 a 45 cm de diâmetro, levemente abaulados na base, e livre de bases da folha, mas em todas as suas partes mais jovens. Em seu habitat natural que pode chegar acima de 25 metros de altura, mas geralmente não atingem mais do que 12 m no cultivo. As folhas são quase arredondadas e grandes na maturidade, superior a 3 m de largura, e dividem-se para um terço do seu comprimento em 20 ou mais segmentos duros, uma vez dobradas, dividir-se nas extremidades. As folhas são induplicate e costapalmate, produzindo um hastula em forma de cunha, onde a lâmina e pecíolo se encontram. Pecíolos são 2–3 m, ligeiramente armados, e estão cobertas de uma cera branca, bem como escalas caducas cor de canela; a coroa folha quase-esférica é de 7,5 m de largura e 6 m de altura. A maioria cultivada recurso bismarckiano folhagem azul-prateado, embora exista uma variedade de folha verde (que é menos resistente ao frio). [2] Estas palmas são dióicas e produzir pingente, interfolio inflorescências de pequenas flores marrons que, em plantas femininas, maduro para um marrom drupas ovóide, contendo cada um uma única semente.

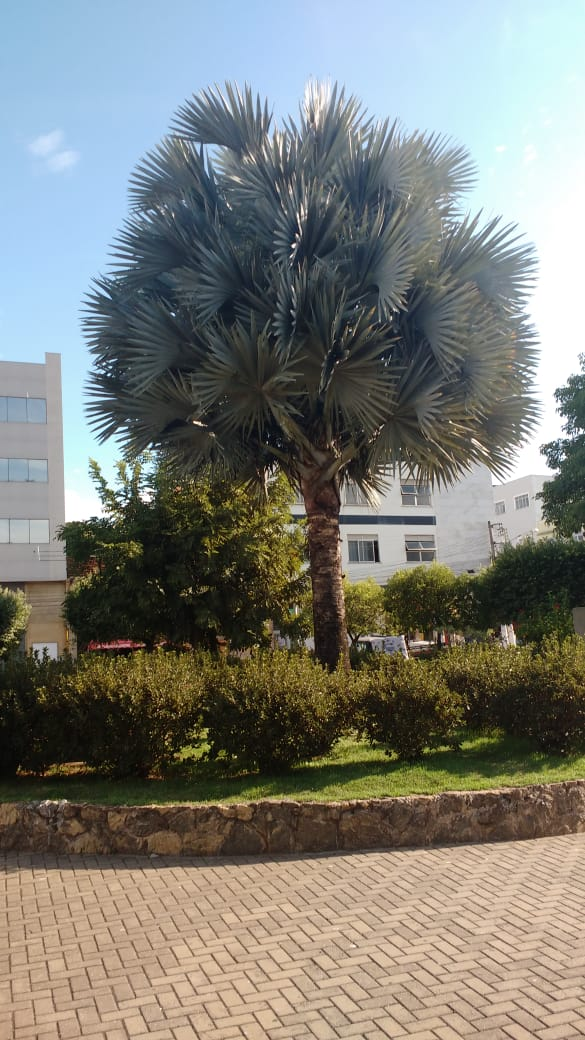
Exemplar de Bismarckia (ou Palmeira Azul), na Praça Guilherme Tito de Azevedo, na cidade de São Fidélis, estado do Rio de Janeiro.

#### Distribuição e Habitat
Encontrado apenas em Madagascar, uma ilha conhecida por sua rica diversidade de taxa única, Bismarckia é um gênero entre uma palma diversificada flora (cerca de 170 palmas das quais 165 são apenas em Madagascar). [3] Eles crescem nas planícies do centro planalto, quase atingindo as costas oeste e norte, nas savanas de grama baixa, geralmente em solo laterítico. Como grande parte dessa terra foi limpa com fogo para uso agrícola, bismarckiano, juntamente com outras árvores resistentes ao fogo como Ravenala madagascariensis e uapaca bojeri, são os componentes mais notáveis desta região árida.

##### Cultivo
Bismarck palmeiras são cultivadas ao longo dos trópicos, subtrópicos e microclimas favoráveis de clima temperado. Elas são plantadas bastante amplamente em muitas partes os EUA, como a Flórida, Sul da Califórnia e Arizona. Ele também é cultivado em muitas partes da Indonésia e Austrália. Bismarck palmas vai sofrer de síndrome de frio, mas eles rapidamente recuperar. A variedade verde é mais frio sensível que é a variedade cinza-prata. A variedade são danificadas verde a 32 °F (0 °), mas a variedade cinzento-prata tolerará 28 °F (-3 °C) e irá recuperar a partir de 23 °F (-6 °C). Enquanto Bismarckia tolerar alguma seca, eles prosperam em áreas com precipitação adequada. Por causa de suas coroas maciças, eles precisam de muito espaço em uma área de paisagem.
Sementes
A palmeira azul é dióica, ou seja, há exemplares femininos e masculinos com floração muito similar. Para produzir sementes férteis é necessário os dois exemplares próximos para que a polinização ocorra. Só é possível fazer mudas através de sementes férteis.

## Etimologia
O nome do género é nomeado em honra do primeiro chanceler do Império Alemão Otto von Bismarck e o epíteto nobilis advém do latim para "nobre".

## Sinonímia
- Medemia nobilis (Hildebr. & H.Wendl.) Gall. (1904).[2][3]